# Walter Jamouneau
Walter Corey Jamouneau (21 de setembro de 1912 Irvington, Nova Jersey — 13 de setembro de 1988 (75 anos) Lock Haven, Pensilvânia), foi o engenheiro aeronáutico que projetou a aeronave leve Piper J-3 Cub. 

## Realizações
Ao modificar os contornos do Taylor H-2 Cub, arredondando os lemes e as asas, ele criou a forma do inesquecível Piper Cub. Inicialmente, ele foi demitido por Clarence Gilbert Taylor devido justamente à essas alterações, mas foi recontratado por William T. Piper, que nessa época havia assumido o controle da Taylor Aircraft Company, que estava com problemas financeiros. Ele também melhorou a manobrabilidade do Cub no solo, alargando a banda de rodagem do trem de pouso e incorporando uma roda traseira em vez do patim fixo do H-2, essas modificações, e a consequente melhoria de performance, aumentaram as vendas para 515 unidades em 1936. Em depoimento à revista Flying em setembro de 1965, Jamouneau destacou as características que tornaram o J-3 Cub um avião de treinamento de grande sucesso. Mais tarde, ele se tornou membro do conselho da Piper Aircraft e passou toda a sua vida profissional na empresa.